# Universidad Católica de Oriente
La Universidad Católica de Oriente (UCO) es una universidad católica colombiana ubicada en Rionegro (Oriente Antioqueño) y perteneciente a la diócesis de Sonsón-Rionegro, que la creó en sus bodas de plata durante la administración episcopal de Alfonso Uribe Jaramillo. Fue reconocida por el Ministerio de Educación el 23 de junio de 1993.

## Características y ubicación
La Universidad Católica de Oriente está ubicada en el centro del Municipio de Rionegro, en el sector 3, carrera 46 n.º 40B-50. 
Este municipio está ubicado 40 kilómetros al oriente del Valle de Aburrá. 

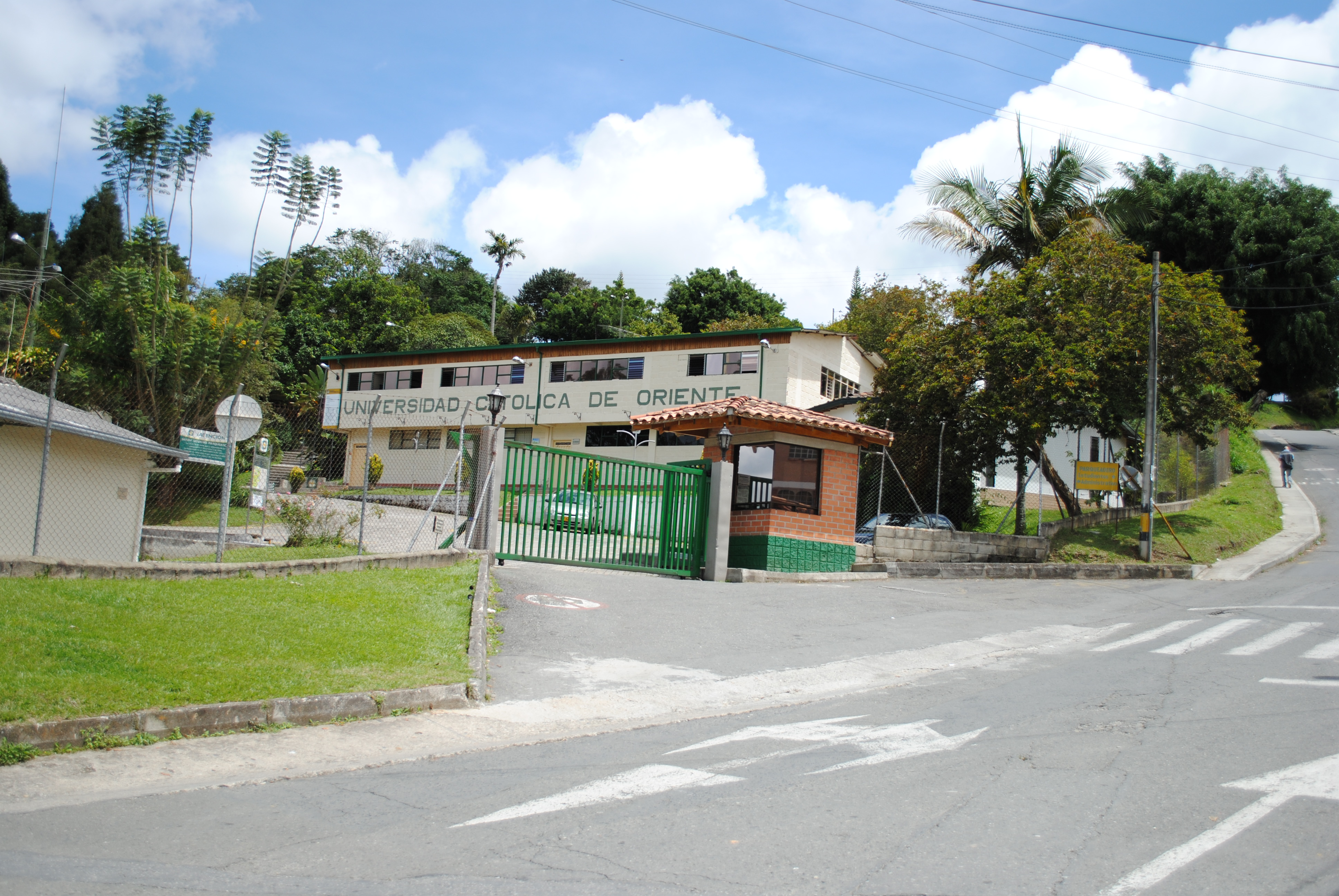
Entrada principal UCO.

Su localización, teniendo como referencia la cabecera, es a los 6 grados 09 minutos de latitud norte y 75 grados 23 minutos de longitud al oeste del meridiano de Greenwich
En la Institución se destaca el edificio de la ciencia, el consultorio jurídico, la biblioteca, los laboratorios, el auditorio “Monseñor Flavio Calle Zapata” y en general los lugares campestres que conforman la totalidad del campus universitario.

## Historia
La Universidad Católica de Oriente fue fundada el 11 de febrero de 1982 por Monseñor Alfonso Uribe Jaramillo, obispo de la Diócesis de Sonsón Rionegro, motivado por crear una institución de educación superior que respondiera con eficacia a las necesidades sentidas de la comunidad del Oriente Antioqueño. 
Fue reconocida por el Ministerio de Educación Nacional como Institución Universitaria mediante Resolución n.º 003278 del 25 de junio de 1993. 
Nuestra Institución surgió en un momento coyuntural del desarrollo del Oriente Antioqueño canalizando, no sólo las expectativas de la región, sino también el posicionamiento de nuevos profesionales dentro del contexto latinoamericano y encuentra su razón de ser en la persona como centro y razón de ser de todas sus acciones. Reconoce y practica las grandes funciones universitarias de la investigación, la docencia y el servicio. 
La docencia se ejerce mediante la búsqueda y aplicación de métodos que proporcionen una formación integral a sus educandos, la extensión con la proyección social con el servicio desde su función universitaria y la investigación enfocada al eficaz aprovechamiento de sus recursos y a brindar aportes prácticos y aplicables a su función educativa y a su entorno de desempeño porque la idea no es una "universidad grande, sino un hombre grande".

## Símbolos Institucionales
En los símbolos institucionales se halla condensada toda la identidad de la institución, en ellos podemos sentir el respirar y el crecimiento propio que se encuentran plasmados al mismo tiempo en su misión y su visión. 

### Lema institucional
El lema de la universidad es "A la Verdad por la Fe y la Ciencia".

### Oración institucional
Que tu gracia Señor
inspire nuestras obras,
las sostenga y acompañe;
para que todo nuestro trabajo
brote de ti que eres su fuente,
y se dirija a ti que eres su fin.

## El Escudo
Nuestro escudo fue acogido por el Consejo Directivo mediante Acuerdo CD-002 del 24 de febrero de 1984. 

### Partes del escudo
El escudo de la Universidad Católica de Oriente, tiene tres partes así: 
- Un fondo verde en forma cuadrangular ovaladas.
- Una estrella sobre este fondo. La estrella tiene 16 picos, cuatro de ellos en forma de cruz amarilla que salen un poco del fondo verde por la prolongación de las puntas y los 12 restantes en grupos de a tres, que van en color blanco.
- Una inscripción que rodea la estrella y dice: UNIVERSIDAD CATÓLICA DE ORIENTE ANTIOQUIA.

### Significado del escudo
Los colores verde, blanco y amarillo son los mismos de la bandera de la Universidad, tomados de las banderas de la ciudad de Rionegro, la de Antioquia, la de Colombia y la Pontificia.
Significan respectivamente: La esperanza en la juventud y en el progreso, La paz en el estudio y La sabiduría como verdadera riqueza del hombre. 

### Significado de la estrella
La región del Oriente Antioqueño, en la cual pensamos que la Universidad ha nacido con vocación de estrella. 
Significa a María Madre que es Patrona de la Universidad y que es llamada Estrella del Mar y Estrella Matutina.  
Significa a Cristo que es la Luz del Mundo y es llamado en la Escritura Lucero de la Mañana y en la liturgia del Sábado Santo es enaltecido como Lucero que no conoce ocaso. 
La inscripción dice el nombre de la Institución con tres caracteres:
- COMO UNIVERSIDAD que quiere seguir la ruta de lo que ella ha sido en el mundo con su misión de investigar y enseñar.

- COMO CATÓLICA en los propósitos de la Iglesia que desde los orígenes de la Universidad en el mundo, le ha ofrecido su luz y su apoyo.

- Y COMO DE ORIENTE en la región antioqueña de igual nombre para propiciar allí una nueva oportunidad de cultura y de ciencia.

## Facultades y programas académicos
Cuenta con 24 programas de pregrado y 14 de posgrado. Está organizada en 7 facultades: Ciencias Agropecuarias; Ciencias Contables, Económicas y Adminisrativas; Ciencias Sociales; Derecho y Ciencias Sociales; Educación; Ingeniería; y Teología.

### Facultad de Ciencias Agropecuarias
- Agronomía

- Zootecnia

- Tecnología Agropecuaria

### Facultad de Ciencias Económicas y Administrativas
- Administración de Empresas

- Contaduría Pública

- Comercio Exterior

- Tecnología en Comercio Exterior

### Facultad de Ciencias de la Educación
- Licenciatura en Matemáticas

- Licenciatura en Lenguas Extranjeras

- Licenciatura en Ciencias Naturales

- Licenciatura en Educación Física, Recreación y Deportes

- Licenciatura en Filosofía y Educación Religiosa

### Facultad de Ciencias Sociales
- Comunicación Social

- Gerontología Virtual

- Psicología
- Trabajo social

### Facultad de Derecho
- Derecho

### Facultad de Ingeniería
- Ingeniería Ambiental

- Ingeniería Electrónica

- Ingeniería Industrial

- Ingeniería de Sistemas

### Facultad de Teología y Humanidades
- Teología

- Teología Virtual en convenio con la Universidad Católica del Norte

- Programa de profesionalización para sacerdotes

### Facultad de Ciencias de la Salud
- Enfermería

- Nutrición y dietética

## Especializaciones, Maestrías y Doctorados
La Decanatura de posgrados y formación avanzada es la dependencia encargada de articular la función académica con las unidades de apoyo administrativo. Fue creada el 11 de mayo de 2015. Sus tareas fundamentales son: el apoyo a los docentes y administrativos en formación posgradudada, acompañamiento a los posgrados existentes y la proyección de nuevos posgrados. La oferta de posgrados a septiembre de 2015:
- Especialización en Gestión de Software

- Especialización en Gerencia Financiera

- Especialización en Gestión Tributaria

- Especialización en Pedagogía y Didáctica

- Especialización en Mercadeo
- Especialización en Logística

- Maestría en Educación

- Maestría en Biotecnología

- Maestría en Sanidad Vegetal

- Maestría en Humanidades

- Maestría en Salud Familiar

- Maestría en Derecho procesal (convenio UdeM)

- Doctorado en Biotecnología (convenio UPB)

- Doctorado canónico en Teología (convenio UPSA)

## Parroquia Personal Universitaria "Madre de la Sabiduría"
El 4 de abril de 1995 Monseñor Flavio Calle Zapata en su afán como Pastor Diocesano de servir de una forma más concreta a la Comunidad Universitaria, decreta la creación de la PARROQUIA PERSONAL "MADRE DE LA SABIDURÍA" en la Universidad Católica de Oriente, siguiendo las enseñanzas del Magisterio de la Iglesia.

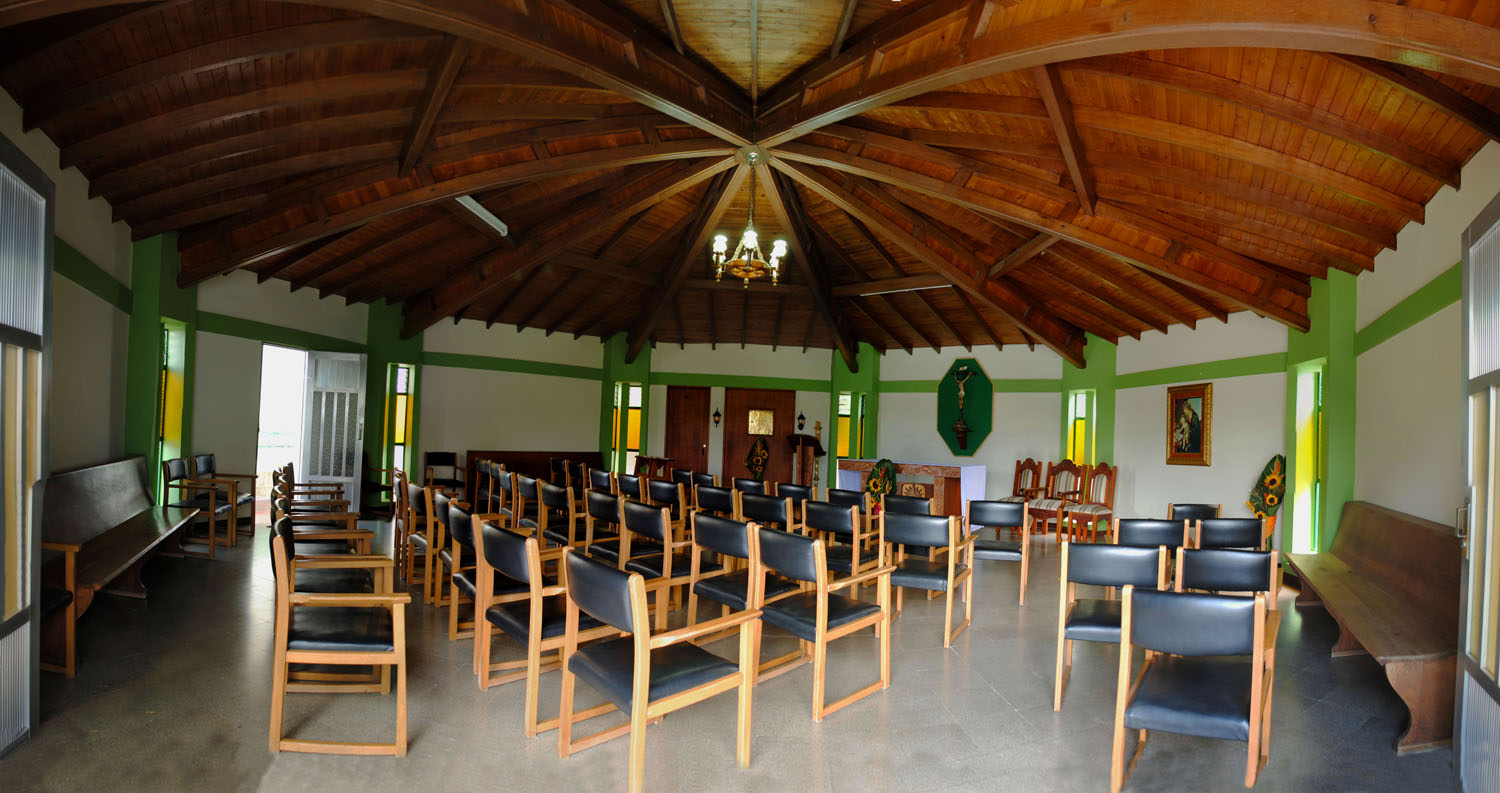
Capilla Madre de la Sabiduría.

### Inauguración de la Parroquia
La inauguración de la parroquia se presenta en una fecha muy propicia, ya que concuerda con la celebración de los doce (12) años de la Universidad Católica de Oriente; con todo el mensaje y el contenido bíblico asignado al número doce (12), en las tribus de Israel, y en los Apóstoles escogidos por Jesús.

### Significado del nombre
El nombre de "Madre de la Sabiduría" dado a la universidad se debe al Presbítero Darío Gómez Zuluaga, el cual se manifiesta de una forma precisa, porque en ese nombre se recogen la Virgen y la Sabiduría como características propias de una Universidad.
Madre de la Sabiduría simboliza a Cristo que es la Sabiduría del Padre en la cual nos movemos, al mismo tiempo tiene una importante respuesta antropológica porque la Madre tiene relación con la Sabiduría que es el hijo.